# Podsreće
Podsreće su naselje u Republici Hrvatskoj u Požeško-slavonskoj županiji, u sastavu općine Brestovac.

## Zemljopis
Podsreće je smješteno oko 14 km sjeverno od Brestovca,  susjedna naselja su Crljenci na jugu, Kujnik na zapadu, Vranić na sjeveru i Milivojevci na istoku.

## Stanovništvo
Prema popisu stanovništva iz 2011. godine Podsreće je imalo 34 stanovnika.
| broj stanovnika | 106   | 108   | 123   | 150   | 170   | 184   | 188   | 217   | 186   | 178   | 169   | 125   | 124   | 109   | 21    | 34    | 20    |
|                 | 1857. | 1869. | 1880. | 1890. | 1900. | 1910. | 1921. | 1931. | 1948. | 1953. | 1961. | 1971. | 1981. | 1991. | 2001. | 2011. | 2021. |